# Legge Coppino
La legge 15 luglio 1877 n. 3961, detta anche legge Coppino dal nome del ministro proponente Michele Coppino, fu una legge del Regno d'Italia emanata durante il periodo di governo della Sinistra storica, con a capo Agostino Depretis.
Collaborò al testo della legge anche Aristide Gabelli, pedagogista seguace del positivismo, che si occupò di redigere i programmi scolastici.

## Caratteristiche
Essa portava a cinque anni le classi della scuola elementare, che rendeva gratuita, ma soprattutto elevava l'obbligo scolastico a tre anni, sebbene fosse possibile svolgere il programma in soli due: l'obbligo effettivo di tre anni è di qualche anno più tardi. Introduceva inoltre sanzioni per chi lo disattendeva (le sanzioni non erano previste nella precedente legge Casati). Ben presto, però, le multe divennero una vera e propria tassa pagata dai più poveri per finanziare l’educazione dei ragazzi più abbienti, quindi verrà modificata immettendo il denaro delle multe in materiale scolastico per i più poveri.
Un altro punto fondamentale della legge fu l’insegnamento della religione, questione spinosa in tutta Europa, ma particolarmente rilevante in Italia per la presenza del papato. La legge Casati aveva reso obbligatorio l’insegnamento di religione e la legge Coppino dispose che venissero inserite nel piano didattico la ginnastica e una sorta di educazione civica; il problema, però, risiedeva nella formulazione della legge: data l’ambiguità sintattica, non era chiaro se queste materie dovessero venire integrate a religione o in sostituzione. La questione si risolse nel 1908: la religione venne elargita a carico della scuola solo a coloro che ne volessero usufruire; una soluzione che chiaramente scontentava sia i cattolici che i laici, ma che fu efficace nel funzionamento.
Le spese per il mantenimento delle scuole rimasero, però, a carico dei singoli comuni, i quali, nella maggior parte dei casi, non erano in grado di sostenerle e dunque la legge non fu mai attuata pienamente. Ciononostante, la legge Coppino, insieme alla riforma di democratizzazione dello Stato attuata dalla legge elettorale del 1882, ebbe una rilevante importanza e contribuì in buona misura ad una diminuzione sempre più consistente dell'analfabetismo nell'Italia di fine Ottocento.
L’anno successivo alla legge Coppino, nel 1878, vennero distribuiti fondi per la costruzione di nuove scuole e venne istituito il fondo pensionistico per i maestri, già previsto dalla legge Casati, ma mai attuato fino ad allora.

## Progresso e critiche
Questa legge servì soprattutto per formare i nuovi cittadini: oltre ad imparare a leggere, a scrivere e a far di conto, agli alunni veniva insegnata educazione civica in modo da introdurre i giovani nella società. Venne dato anche molto spazio alle materie scientifiche e venne cambiata la metodologia di insegnamento, passando da un rigido dogmatismo alla concretezza, poiché questa legge fu influenzata dalla filosofia positivista del momento.
Tuttavia, i cattolici criticarono ampiamente la legge, dato che essa aveva uno spiccato taglio laico, dovuto all'influenza positivista e alla decisione di abolire i direttori spirituali. I maestri, legittimati con la legge Casati, non poterono più insegnare il catechismo e la storia sacra. Perciò, molti figli di cattolici intransigenti vennero mandati nelle scuole private, le quali erano in parte gestite dalla Chiesa cattolica.